# Лонжи, Рене
Рене Лонжи, в период замужества Лонжи-Микель (фр. Renée Longy-Miquelle; 1897 — 10 мая 1979, Нью-Йорк) — американский музыкальный педагог. Дочь Жоржа Лонжи.
Получила музыкальное образование в Европе как пианистка, училась также «ритмической гимнастике» по методу Жака-Далькроза. В 1914 году вернулась в США, где её отец занимал пульт первого гобоя в Бостонском симфоническом оркестре. Некоторое время концертировала вместе с отцом, а в 1915 г. стала его помощницей в новосозданной частной Школе музыки Лонжи; одновременно по предложению Дж. У. Чедуика она некоторое время преподавала ритмическую гимнастику в Консерватории Новой Англии; на рубеже 1910-20-х гг. концертировала также в ансамбле со своим мужем, виолончелистом Жоржем Микелем.
В 1925 г., после выхода Жоржа Лонжи в отставку и его отъезда в Европу, возглавила школу, однако затем решила отказаться от административной работы. В 1926—1941 гг. преподавала сольфеджио в Кёртисовском институте, в 1943—1951 гг. в Консерватории Пибоди, в 1951—1963 гг. в школе музыки Университета Майами (одновременно возглавляя программу концертов современной камерной музыки) и наконец с 1963 г. до конца жизни в Джульярдской школе. В 1925 г. Лонжи опубликовала учебно-методический труд «Принципы музыкальной теории» (англ. Principles of Musical Theory), неоднократно переиздававшийся (в 1947 г. вышло 8-е издание).
Как отмечает автор монографии об истории Джульярдской школы Андреа Олмстед, суровые педагогические методы Лонжи оказывали значительное влияние на её учеников, особенно из классов дирижирования и композиции. Среди учеников Лонжи были в разные годы Винсент Персикетти, Леонард Бернстайн, Джеймс Конлон; Бернстайн на траурной службе по Лонжи (спустя 40 лет после своего обучения у неё) исполнил собственную пьесу в её память, построенную на трёх нотах, соответствующих её инициалам (ре — ля — ми).